# Körperverletzungsdelikt
In Kriminologie und Rechtsvergleichung bezeichnet man als Körperverletzungsdelikte eine Deliktsgruppe, bei der die Verletzung der körperlichen Unversehrtheit eines anderen unter Strafe steht. 

## Rechtsgeschichte
Die Strafbarkeit der Körperverletzungsdelikte gehört wie die der Tötungsdelikte zu den ältesten Rechtssätzen. Sie weisen dementsprechend in den verschiedenen Rechtsfamilien eine lange rechtsdogmatische Tradition auf. Dem entsprechen im Einzelnen sehr unterschiedliche Behandlungen dieser Gewaltdelikte, die sich nur schwer kategorisieren lassen.

### Römisches Recht
Verletzungen der körperlichen Unversehrtheit waren bereits im Zwölftafelgesetz pönalisiert: Die iniuria des römischen Rechts war ein delictum privatum, das sich am besten als Verletzung der Persönlichkeit umschreiben lässt. Die iniuria kam in zwei Typen vor: Als Verbalinjurie und als Realinjurie, was etwa Beleidigung und Körperverletzung entspricht. Kasuistisch führte das Zwölftafelgesetz dabei einzelne Typen der Realinjurie auf. Den schwersten Fall bildete die Verstümmelung von Gliedmaßen (membrum ruptum). Konnten sich die Parteien nicht auf einen Sühnevertrag einigen, galt hierfür (subsidiär) das Talionsprinzip:

“Si membrum rupsit, ni cum eo pacit, talio esto.”

„Wenn einer ein Glied verstümmelt hat, wenn er sich nicht vergleicht, soll talio sein“

Die Lex Cornelia de iniuriis ersetzte für schwere Körperverletzungen (atroces iniuriae) die Deliktsklage durch öffentliche Strafe.

### Germanische Rechte
Der Ansatzpunkt der germanischen Rechte unterscheidet sich hiervon elementar: Galt im römischen Recht der animus iniurandi als Strafgrund, stellten die germanischen Rechte auf den äußerlich sichtbaren Erfolg ab. In den germanischen Volksrechten der Zeit von 500 bis 800 n. Chr. entwickelten sich daraus Taxensysteme, die nach Art und Anzahl der beeinträchtigten Körperteile oder nach Zahl, Länge und Tiefe der Wunden die Privatstrafen berechneten.

### Mittelalter und frühe Neuzeit
Die Rezeption des römischen Rechts führte jedoch im Mittelalter zu einer starken Anpassung an die Injurien-Idee, die sich auch aus dem Bedürfnis nach umfassenderem Rechtsschutz speiste und deshalb die rein kasuistischen Lösungen des germanischen überkommen musste. Die Constitutio Criminalis Carolina von 1532 kennt entsprechend keinen eigentlichen Straftatbestand der Körperverletzung: Die vorsätzliche Körperverletzung ging in der Realinjurie auf, die fahrlässige Körperverletzung schied aus dem Gebiet des Strafrechts vollständig aus. Eine Rückbesinnung auf deutschrechtliche Vorstellungen brachte erst das 18. Jahrhundert mit sich. Die Systematik der violatio corporis ist hauptsächlich von Feuerbach zu verdanken; sein bayerisches Strafgesetzbuch von 1813 unterschied körperliche Misshandlung und Gesundheitsschädigung von der Realinjurie.